# Arcola (Texas)
Arcola es una ciudad ubicada en el condado de Fort Bend en el estado estadounidense de Texas. En el Censo de 2010 tenía una población de 1.642 habitantes y una densidad poblacional de 320,68 personas por km².

## Geografía
Arcola se encuentra ubicada en las coordenadas 29°30′8″N 95°27′59″O / 29.50222, -95.46639. Según la Oficina del Censo de los Estados Unidos, Arcola tiene una superficie total de 5.12 km², de la cual 5.07 km² corresponden a tierra firme y (0.96%) 0.05 km² es agua.

## Demografía
Según el censo de 2010, había 1.642 personas residiendo en Arcola. La densidad de población era de 320,68 hab./km². De los 1.642 habitantes, Arcola estaba compuesto por el 35.99% blancos, el 28.5% eran afroamericanos, el 0.18% eran amerindios, el 0.97% eran asiáticos, el 0% eran isleños del Pacífico, el 32.28% eran de otras razas y el 2.07% pertenecían a dos o más razas. Del total de la población el 62.42% eran hispanos o latinos de cualquier raza.